# Kod
 Ovo je glavno značenje pojma Kod. Za druga značenja pogledajte Kod (razdvojba).
Kod je u najširem smislu sustav znakova pomoću kojega sudionici komunikacije (najmanje dva) komuniciraju. Svaki kod da bi bio kodom mora imati popis svih znakova, propis po kojemu se ti znakovi slažu i opis tih znakova.
Kod je vrsta šifre kod koje se riječi, rečenice, dijelovi riječi i rečenica, slova i brojevi otvorenog teksta zamjenjuju grupama slova ili brojki - kodnim zamjenama. Kodovi se najčešće izrađuju u obliku rječnika. Sadrže nekoliko desetina tisuća otvorenih izraza, od kojih svaka ima po jednu ili više kodnih zamjena, skupine od po 2, 3, 4 ili 5 slova ili brojeva. Kao i ostale vrste šifri i kodovi su namijenjeni osiguranju tajnosti sadržaja povjerljive poruke (vojne, diplomatske i druge). Kodom se postiže i skraćivanje teksta. 
Kodovi su nastali u srednjem vijeku. U povijesti se spominju kodovi još iz XIII. i XIV. stoljeća koji su primjenjivani u nekim talijanskim državicama. I Dubrovačka Republika je imala neke slične šifre.
Disciplina koja se bavi proučavanjem i otkrivanjem kodova i šifri zove se kriptografija. 
U komunikaciji kod služi za pretvaranje jedne informacije ( na primjer slovo, riječ ili fraza) u drugi oblik prikaza, koji nije nužno iste vrste. U komunikaciji i obradi informacija, kodiranje je proces u kojem se izvor pretvara u podatke, koji se onda šalju primatelju (promatraču). Dekodiranje je obrnuti proces, kada se podaci poslani od izvora pretvaraju u informaciju razumljivu primatelju. 
Jedan od razloga za kodiranje je omogućiti komunikaciju tamo gdje normalni govorni ili pisani jezik nije moguć. Na primjer telegrafski kod zamjenjuje riječi u kraće riječi kako bi se informacija slala s manje znakova, brže i, što je još bitnije, jeftinije. 

Najpoznatiji kodovi su Marconi-kod, Morseov kod, Q-kod i Z-kod, a jedan od najkompliciranijih kodova koji je ikad bio korišten je njemački tajni kod Enigma iz II. SR, čije otkrivanje i rješavanje je u mnogome promijenilo tok rata i ubrzalo njegov kraj.